# Falling Away from Me
"Falling Away from Me" je prvi singl s albuma Issues nu metal sastava Korn. Singl je promovirao album pojavljivanjem u crtanoj seriji South Park, a snimljen je i glazbeni video za pjesmu. Pjevač benda Jonathan Davis je izjavio u intervjuu da je tema pjesme obiteljsko zlostavljanje i posljedice koje ono ostavlja na osobu koja ga je pretrpjela.